# Atlasovit
Atlasovit ist ein sehr selten vorkommendes Mineral aus der Mineralklasse der „Sulfate (einschließlich Selenate, Tellurate, Chromate, Molybdate und Wolframate)“ mit der chemischen Zusammensetzung Cu2+6Fe3+Bi3+O4(SO4)5·KCl oder in der kristallchemischen Strukturformelschreibweise KCu6Fe3+[Cl|Bi3+O4|(SO4)5]. Atlasovit ist damit ein Kalium-Kupfer-Eisen-Sulfat mit zusätzlichen Chlor- und Bismutionen.
Atlasovit kristallisiert im tetragonalen Kristallsystem und entwickelt tafelige Kristalle mit achteckigem Querschnitt bis etwa einem Millimeter Größe. Da das Mineral mit dem verwandten Nabokoit eine lückenlose, isomorphe Mischkristallreihe bildet, kommen beide typischerweise auch eng miteinander verwachsen vor.
Die durchsichtigen Atlasovitkristalle sind von dunkelbrauner Farbe und weisen auf den Oberflächen einen glasähnlichen Glanz auf. Die Strichfarbe des idiochromatischen (eigenfarbigen) Minerals ist hellbraun.

## Etymologie und Geschichte
Benannt wurde das Mineral nach dem russischen Entdecker Wladimir Wassiljewitsch Atlassow, der als erster die Halbinsel Kamtschatka erforschte.
Entdeckt wurde Atlasovit zusammen mit Nabokoit in Mineralproben vom Vulkan Tolbatschik, genauer in den Sublimaten des zentralen Fumarolenfeldes auf der Südseite des zweiten Schlackenkegels. Nach der Anerkennung des Minerals 1986 durch die International Mineralogical Association (IMA) erfolgte die Publikation der Erstbeschreibung V. I. Popova, V. A. Popov, N. S. Rudashevskiy, S. F. Glavatskikh, V. O. Polyakov, A. F. Bushmakin im darauffolgenden Jahr.
Das Typmaterial des Minerals wird im Mineralogischen Museum der Russischen Akademie der Wissenschaften in Moskau mit unbekannter Sammlungs-Nr. aufbewahrt.

## Klassifikation
Da der Atlasovit erst 1986 als eigenständiges Mineral anerkannt wurde, ist er in der seit 1977 veralteten 8. Auflage der Mineralsystematik nach Strunz noch nicht verzeichnet. Einzig im zuletzt 2018 überarbeiteten und aktualisierten Lapis-Mineralienverzeichnis nach Stefan Weiß, das sich aus Rücksicht auf private Sammler und institutionelle Sammlungen noch nach dieser klassischen Systematik von Karl Hugo Strunz richtet, erhielt das Mineral die System- und Mineral-Nr. VI/B.07-20. In der „Lapis-Systematik“ entspricht dies der Klasse der „Sulfate, Chromate, Molybdate und Wolframate“ und dort der Abteilung „Wasserfreie Sulfate, mit fremden Anionen“, wo Atlasovit zusammen mit Nabokoit eine eigenständige, aber unbenannte Gruppe bildet.
Die seit 2001 gültige und von der International Mineralogical Association (IMA) bis 2009 aktualisierte 9. Auflage der Strunz’schen Mineralsystematik ordnet den Atlasovit ebenfalls in die Abteilung der „Sulfate (Selenate usw.) mit zusätzlichen Anionen, ohne H2O“ ein. Diese ist allerdings weiter unterteilt nach der relativen Größe der beteiligten Kationen, so dass das Mineral entsprechend seiner Zusammensetzung in der Unterabteilung „Mit mittelgroßen und großen Kationen“ zu finden ist, wo es ebenfalls zusammen mit Nabokoit die „Nabokoitgruppe“ mit der System-Nr. 7.BC.20 bildet.
Auch die vorwiegend im englischen Sprachraum gebräuchliche Systematik der Minerale nach Dana ordnet den Atlasovit in die Klasse der „Sulfate, Chromate und Molybdate“ (einschließlich Selenate, Tellurate, Selenite, Tellurite und Sulfite) und dort in die Abteilung der „Wasserfreie Sulfate mit Hydroxyl oder Halogen“ ein. Hier ist er in der unbenannten Gruppe 30.01.17 innerhalb der Unterabteilung „Wasserfreie Sulfate mit Hydroxyl oder Halogen und (AB)m(XO4)pZq, mit m : p > 2 : 1“ zu finden.

## Chemismus
Durchschnittlich vier Elektronenstrahlmikroanalyseen in drei verschiedenen Laboren unter Verwendung unterschiedlicher Standards ergaben eine mittlere chemische Zusammensetzung von 30,48 % Cu, 0,82 % Zn, 2,04 % Pb, 1,03 % Te, 4,38 % Fe, 11,50 % Bi, 3,20 % K, 0,46 % V, 0,01 % Cs, 12,90 % S, 2,92 % Cl und 30,26 % O (alle Angaben in Gewichts-%).
Auf der Basis von zusammen 25 O- und Cl-Ionen wurde die empirische Formel mit (Cu5,90Zn0,15)Σ=6,05(Fe0,97V0,11)Σ=1,08(Bi0,68Pb0,12Te0,10)Σ=0,90(SO4)4,95O4,19·K1,01Cl1,01, die zu Cu6Fe3+Bi3+O4(SO4)5·KCl idealisiert wurde.

## Kristallstruktur
Atlasovit kristallisiert tetragonal in der Raumgruppe P4/ncc (Raumgruppen-Nr. 130) mit den Gitterparametern a = 9,86 Å und c = 20,58 Å sowie 4 Formeleinheiten pro Elementarzelle.

## Bildung und Fundorte
Bisher konnte Atlasovit ausschließlich als Sublimationsprodukt an vulkanischen Fumarolen entdeckt werden. Als Begleitminerale können außer Nabokoit unter anderem noch Alarsit, Anglesit, Atacamit, Chalkocyanit, Chloroxiphit, Dolerophanit, Euchlorin, Fedotovit, Hämatit, Klyuchevskit, Lammerit, Langbeinit, Piypit und Tenorit auftreten.
Die Mineralfunde während der großen Spalteneruption zwischen 1975 und 1976 und am zweiten Schlackenkegel des Vulkans Tolbatschik in Russland sind die bisher weltweit einzigen bekannten (Stand 2019).